# Горевка (приток Алея)
Горевка — река в России, протекает по Алейскому району Алтайского края. Устье реки находится в 177 км от устья реки Алей по левому берегу. Длина реки составляет 60 км, площадь водосборного бассейна — 682 км².

## Притоки
(указано расстояние от устья)
- 21 км: Каменушка
- 30 км: Сосновка
- 32 км: Халдеиха

## Данные водного реестра
По данным государственного водного реестра России относится к Верхнеобскому бассейновому округу, водохозяйственный участок реки — Алей от Гилёвского гидроузла и до устья, речной подбассейн реки — бассейны притоков (Верхней) Оби до впадения Томи. Речной бассейн реки — (Верхняя) Обь до впадения Иртыша.